# Copa FVT
Il Copa FVT è un torneo professionistico di tennis giocato su campi in cemento. Fa parte dell'ITF Women's Circuit. Si gioca annualmente a Caracas in Venezuela.

## Albo d'oro

### Singolare
| Anno | Campionessa    | Finalista     | Punteggio     |
| ---- | -------------- | ------------- | ------------- |
| 2013 | Tadeja Majerič | Adriana Pérez | 1–6, 6–3, 7–5 |

### Doppio
| Anno | Campionesse                            | Finaliste                   | Punteggio |
| ---- | -------------------------------------- | --------------------------- | --------- |
| 2013 | María Fernanda Álvarez Terán Keri Wong | Naomi Totka Karina Venditti | 6–1, 6–2  |